# Łagiewniki (województwo lubelskie)
Łagiewniki – wieś w Polsce położona w województwie lubelskim, w powiecie lubelskim, w gminie Niemce.
Wieś szlachecka położona była w drugiej połowie XVI wieku w powiecie lubelskim województwa lubelskiego. W latach 1975–1998 miejscowość administracyjnie należała do ówczesnego województwa lubelskiego.
Obok miejscowości przepływa rzeka Ciemięga, lewy dopływ Bystrzycy.
Wieś stanowi sołectwo gminy Niemce. Według Narodowego Spisu Powszechnego z roku 2011 wieś liczyła 245 mieszkańców.

## Etymologia
Łagiewnikami, nazywano rzemieślników zajmujących się wyrobem łagwi, to jest naczyń z drzewa lub skóry, używanych, do przechowywania i przenoszenia napoi w czasach, w których wyrób i używanie szkła nie były jeszcze rozpowszechnione. Stąd ukuto nazwę Łagiewniki dla osad pomocniczych skupiających rzemieślników uprawiających to rzemiosło.(Opis według Słownika geograficznego Królestwa Polskiego tom V strona 572)